# Джон Уік 3
«Джон Уік 3», в оригіналі «Джон Уік: Розділ 3 — Парабелум» (англ. John Wick: Chapter 3 – Parabellum) — американський неонуарний бойовик режисера Чада Стагелські. Автори сценарію: Дерек Колстад, Кріс Коллінз і Марк Абрамс, і Шей Хаттен. Це третій фільм у серії фільмів про Джона Уіка після «Джона Уіка» і «Джона Уіка 2». У фільмі знімалися: Кіану Рівз, Геллі Беррі, Марк Дакаскос, Іян Макшейн, Ленс Реддік, Бобан Мар'янович і Лоренс Фішберн. Прем'єра фільму відбулася в США 17 травня 2019 року.

## Сюжет
Джон Уік все ще перебуває в бігах після вбивства члена Високого Столу. $14 млн — глобальний контракт за його голову. Його ціль — вибратися з Нью-Йорка.

## Ролі
- Кіану Рівз — Джон Уік, кілер в бігах
- Геллі Беррі — Софія, ассасин і близька подруга
- Марк Дакаскос — «Zero»
- Іян Макшейн — Вінстон, власник і менеджер готелю Continental в Нью-Йорку
- Ленс Реддік — Харон, консьєрж в готелі Continental в Нью-Йорку
- Лоренс Фішборн — король підземної мафії
- Азія Кейт Діллон — Суддя Високого Столу
- Анжеліка Г'юстон — Директор, член Високого Столу
- Робін Лорд Тейлор — Адміністратор, член Високого Столу
- Саїд Тагмауї — Старійшина, член Високого Столу
- Джером Флінн — Беррада

## Виробництво
У жовтні 2016 року, Чад Стахельські, який зняв два попередні фільми, заявив, що третій фільм про Джона Уіка у роботі і в червні 2017 року повідомлялося, що Дерек Колстад, який писав сценарій для двох попередніх фільмів, повернеться, щоб написати сценарій. Пізніше з'ясувалося, що Іен МакШейн, Рубі Роуз, Лоуренс Фішберн, і Ленс Реддік будуть грати їх ролі з попередніх фільмів про Джона Уіка. У травні 2018 року, Холлі Беррі, Анжеліка Х'юстон, Ейжа Кейт Діллон, Марк Дакаскос, Яян Рухіан і Тайгер Ху Чен приєдналися до акторського складу.
Зйомки почалися в травні 2018 року в Нью-Йорку і Монреалі, разом з додатковими зйомками в Марокко та Іспанії.

## Реліз
Прем'єра «Джон Уік 3» відбулася 17 травня 2019 року. Дистриб'ютор — кінокомпанія Lionsgate.